# Бартон, Сет
Сет Максвелл Бартон (Seth Maxwell Barton) (8 сентября 1829 — 11 апреля 1900) — американский военный, капитан армии США, бригадный генерал армии Конфедерации в годы гражданской войны, участник обороны Виксберга. Весной 1865 года попал в плен в сражении при Сайлерс-Крик. После войны был известен, как химик.

## Ранние годы
Бартон родился в виргинском Фредериксберге 8 сентября 1829 года в семье Томаса Бовербенка Бартона (1792—1871) и Сьюзан Катерины Стоун Бартон (1796—1875). В 1845 году в возресте 15 лет он поступил в военную академию Вест-Пойнт, которую окончил 28-м по успеваемости в выпуске 1849 года. Ему присвоили временное звание второго лейтенанта и направили в форт Колумбус (Нью-Йорк). 19 апреля 1850 года Бартон получил постоянное звание второго лейтенанта и был направлен служить в форты Техаса, где в основном участвовал в перестрелках с команчами. 1 июня 1853 года получил звание первого лейтенанта. 31 октября 1857 года получил звание капитана.

## Гражданская война
11 июня 1861 года Бартон уволился из армии США и вступил в армию КША, где был назначен подполковником в 3-й арканзасский пехотный полк. Вместе с этим полком он участвовал в сражениях в Западной Вирджинии и, в частности, в сражении при Чит-Маунтин. Зимой он участвовал в экспедиции в Ромни в качестве инженера отряда Томаса Джексона. Он произвел настолько хорошее впечатление на Джексона, что тот рекомендовал повысить его до бригадного генерала. Это назначение было утверждено только 11 марта 1862 года.
Весной 1862 года Бартон был направлен на Запад и командовал бригадой в неудачном для Юга сражении при Камберленд-Гэп. Во время сражения бригада Бартона числилась в составе дивизии Стивенсона, и с этой же дивизией Бартон прошел сражения Виксбергской кампании. Он участвовал в сражении при Чемпион-Хилл, в отступлении к Виксбергу и затем участвовал в обороне Виксберга, где его бригада обороняла южный участок укреплений. 4 июля 1863 года Виксберг сдался и Бартон попал в плен, однако вскоре был отпущен по обмену.
Бартон вернулся в армию и ему поручили командовать вирджинской бригадой Льюиса Армистеда, который погиб под Геттисбергом во время «атаки Пикетта». Бригада стояла в Кингстоне (Северная Каролина), а 10 мая участвовала в сражении при Дрюри-Блафф. Однако, генерал Пикетт не любил Бартона, и генерал Роберт Рэнсом так же согласился с Пикетом и отстранил Бартона от командования. Офицеры бригады дважды подавали прошение о возвращении Бартона, и он в итоге остался в армии и принял участие в обороне Петерсберга, где командовал бригадой в корпусе Юэлла. После эвакуации Петерсберга бригада Бартона отступала на восток и была практически уничтожена в сражении при Сайлерс-Крик. Сам Бартона попал в плен. Его отправили в тюрьму Форт-Уоррен в бостонской гавани.

## Послевоенная деятельность
Бартон провел в тюрьме три месяца, после чего принес клятву верности Союзу и был отпущен на свободу. Он вернулся во Фредериксберг и стал заниматься химией, став в итоге весьма известным в Америке химиком. В 1900 году он отправился в Вашингтон навестить сына, внезапно заболел и умер. Его похоронили на фредериксбергском городском кладбище.